# 新法斯季夫
49°34′47″N 29°26′25″E / 49.57972°N 29.44028°E

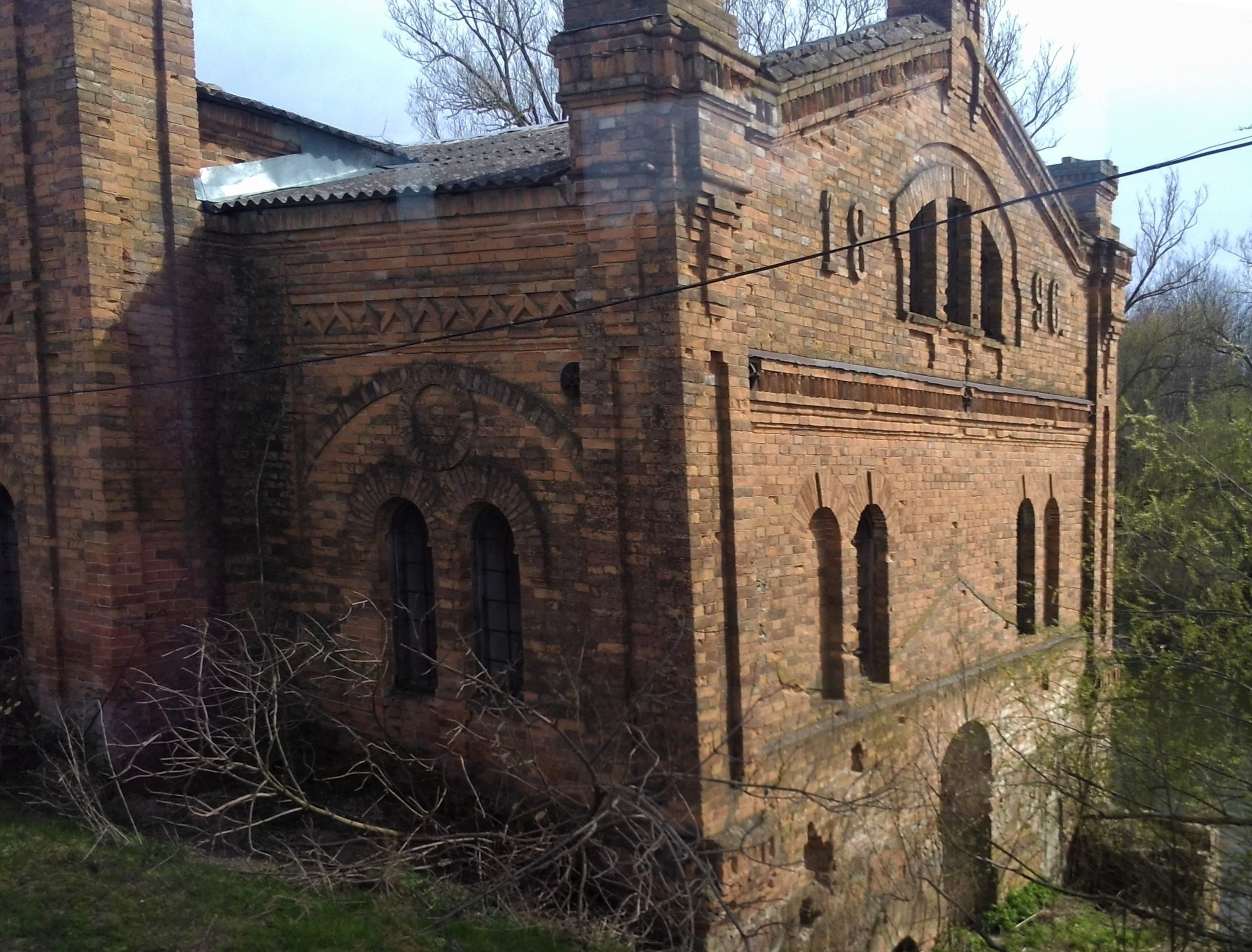

新法斯季夫（烏克蘭語：Новофастів），是烏克蘭的村落，位於該國西南部文尼察州，由文尼察區負責管轄，始建於1805年，面積0.43平方公里，海拔高度214米，2001年人口973，人口密度每平方公里2,241.94人。